# 석양의 10번가
"석양의 10번가"는 1979년에 개봉한 대한민국의 영화이다.

## 캐스팅
- 이대근
- 김보미
- 홍성민
- 여운계
- 남수정
- 차이선
- 오영화
- 심상천
- 황건
- 한국남
- 신찬일
- 김민규
- 문태선
- 최무웅
- 남성국
- 마도식
- 오영갑
- 나갑성
- 남포동
- 이석구
- 길달호
- 강신조
- 서대식
- 이재학
- 모정아